# Dóžecí palác (Janov)
Dóžecí palác (italsky Palazzo Ducale) je významná historická budova v italském městě Janov. V dobách Janovské republiky byl sídlem janovského dóžete. Dnes je budova muzeem, jedním z nejvýznamnějších muzeí ligurské metropole. Nachází se v centru města, se dvěma rozdílnými vchody a fasádami, hlavní na náměstí Piazza Matteotti a druhou na Piazza De Ferrari.
První části paláce byly postaveny mezi lety 1251 a 1275, během rozkvětu Janovské republiky, zatímco Torre Grimaldina (známá také jako "Torre del Popolo") byla dokončena v roce 1539.
Dóžecí palác byl zrekonstruován v roce 1992, při příležitosti oslav 500. výročí objevení Ameriky Kryštofem Kolumbem. V roce 2001 se zde konal summit G8, kterému předsedal tehdejší premiér Silvio Berlusconi.